# 長秋記
長秋記（ちょうしゅうき）は、源師時の日記。

## 書名由来
- 源師時が「皇后宮権大夫」の官位にあったことから、「皇后宮」の唐名「長秋宮」に由来する。
- 別名に「権大夫記」、名前から「師時記」、「水日記」など。

## 概要
- 源師時は有職故実等に明るい人物で、現在では院政期の朝儀典礼等の研究上不可欠の重要資料。
- 当初は70巻ほどあったようだが欠巻が多くあり、現在は長治2年（1105年）から保延2年（1136年）までの期間の10数巻が確認されている。
- 1134年（長承3年）1、2月の鳥羽院と待賢門院の熊野参詣に同行、参拝から京都帰洛までの詳細が記録されている。山伏の峰入の様や僧侶への供養米の配分など平安時代の神仏混淆の一端がうかがえ、参詣日程の調整など内部事情の細かな記録も多い。